# Mirko Berlaković
Mirko Berlaković (Veliki Borištof, njem. Großwarasdorf, 13. travnja 1941.), prosvjetni i kulturni djelatnik.

## Životopis
Mirko Berlaković rođen je u Velikom Borištofu 13. travnja 1941. godine. Osnovnu školu pohađa u svom naselju i Gornjoj Pulji (Oberpullendorf) 
te Učiteljsku školu u Beču i postaje učitelj za osmogodišnje škole. Nakon toga postupno polaže diplomski ispit za nastavnika hrvatskog jezika, glazbenog odgoja i geografije.
Radi u raznim školama u austrijskom djelu Gradišća. Od 1990. godine pa sve do mirovine 2001. ravnatalj je Glavne škole u Velikom Borištofu. 
Za vrijeme Domovinskog rata u Hrvatskoj 1991./92. pružio je u svojoj školi smještaj i vodio skrb o 77 izbjegloj djeci iz ratom zahvaćenih krajeva Hrvatske. 
Suator je školskih udžbenika za hrvatski jezik od 5. do 8. razreda (1987. – 1990.), napisao je početnicu Zdravo (1992.) te sastavio prvu standariziranu gramatiku gradišćanskohrvatskog i hrvatskog jezika koju je izdao pod imenom Hrvatska gramatika kao usporedna gramatika gradišćanskohrvatskog i hrvatskog jezika. 
Objavio je pučke pjesme pod naslovom Jačke. 
Godine 2001. je umirovljen, a od tog vremena djeluje kao kulturni djelatnik u Kisegu (mađ. Kőszeg) i u susjednim hrvatskim naseljima gdje vodi pjevačke zborove i obavlja dužnosti kantora (orguljaš i pjevač) u crkvi. 
Ranije je kao kantor u Velikom Borištofu izdao zbirke duhovnih pjesama Slavite Gospodina (1982.) i Svete vičernje za nedilje i svetke kroz crkveno ljeto. 
U svom rodnom naselju vodio je kroz 25 godina muški pjevački zbor Harmonija i utemeljio tamburaško društvo Slavuj, od srednjoškolaca sastavio muški pjevački zbor Đačko kolo. 
Uvježbavao igrokaze (drame i komedije) u Velikom Borištofu, ukupno 17 komada, kao i mlade tamburaše, naraštaje za folklorna društva Harmonija, Graničari i Hajdenjaki u Dolnjoj Pulji (1966. – 2001.).
Izdao je pjesmaricu Pjevajte nove pjesme (1986.) koja sadrži ritmičke duhovne pjesme na gradišćanskohrvatskom jeziku. 
Spojio je bečko plesačko društvo Kolo i tamburaško društvo Slavuj i tako osnovao folklorni ansambl Kolo-Slavuj. 
U razdoblju između 1966. – 2006. njegova folklorna društva u austrijskom Gardišću razvijaju plodonosnu suradnju s raznim folklornim društvima u Hrvatskoj (Zagreb/Vlahović, Zagreb/Čučerje, Jastrebarsko, Zadar, Varaždin i drugima). 
U hrvatskoj crkvi sv. Emerika u Kisegu od 2000. obavlja dužnosti kantora te utemeljuje i rukodvodi Crkveni zbor sv. Emerika kojim izvodi razne skladbe i mise na hrvatskom i staroslavenskom jeziku. 
Osnovao je pjevački zbor Zora u Kisegu. 
Godine 2003. izdaje Zbirku narodnih i popularnih pjesama aranžiranu za tamburaške zborove, a naredne godine pjesmaricu pučkih pjesama Borištofske jačke. 
Uzastopno svake godine izdaje nove pjesmarice: Prisika je lipom Mjesti i Pjevajte Gospodinu. 
Utemeljuje mješoviti pjevački zbor u Prisiki, kao sekciju KUD-a Zviranjak. Urednik, lektor i korektor je više gradišćanskohrvatskih izdanja.
Pobornik i aktivni sudionik je hrvatske manjinske politike u Austriji. Savjetnik je za kulturu kod Zemaljske vlade Gradišća, član Narodnosnoga savjeta za gradišćanske Hrvate u Kancelarstvu u Beču, gdje se kao stručnjak za školska pitanja uspješno zalagao da Manjinski školski zakon predvidi dvojezičnu nastavu i poslije osnovne škole. 
Za vrijeme svoga dvadesetogodišnjeg djelovanja u Hrvatskom štamparskom društvu postiže vidljive rezultate, jednako tako i u proširenju opsega Hrvatskih novina s 8 stranica na 28. 
U pripremi su mu zbirke mudrih izreka velikih mislioca i narodnih mudrosti.	

## Nagrade i priznanja
Odličja: Časni znak za zasluge Zemlje Burgenland, Časni prsten Općine Veliki Borištof/Grosswarasdorf i Školski nadsavjetnik (odlikovanje za posebne zasluge na školskom sektoru).